# Trichilia blanchetii
Trichilia blanchetii är en tvåhjärtbladig växtart som beskrevs av C. Dc.. Trichilia blanchetii ingår i släktet Trichilia och familjen Meliaceae. Inga underarter finns listade i Catalogue of Life.